# HD189995
HD189995 — подвійна зоря. 
Ця подвійна система має видиму зоряну величину в смузі V приблизно 8,4.
Вона розташована на відстані близько 811,3 світлових років від Сонця.

## Подвійна зоря
Головна зоря цієї системи належить до хімічно пекулярних зір й має спектральний клас A1.
Інша компонента має  спектральний клас A9.